# Isla Bonny
Isla Bonny är en ö i Chile.   Den ligger i regionen Región de Magallanes y de la Antártica Chilena, i den södra delen av landet, 1 900 km söder om huvudstaden Santiago de Chile.
I omgivningarna runt Isla Bonny växer i huvudsak blandskog.